# عزرا مناحيم دانيال

أعضاء مجلس الأعيان العراقي لسنة 1933.
الجالسون من اليمين:
عزرا مناحيم دانيال، عبد الله الصافي، فخري آل جميل، قاسم أغا، ياسين الخضيري، أحمد عثمان، مولود مخلص، طه الراوي.
الواقفون من اليمين:
الحاج محمد الأستربادي، علوان الياسري، الحاج حسن الشبوط، سيد محمد الصدر، محمد علي بحر العلوم، نوري الياسري، عداي الجريان.

عزرا مناحيم صالح دانيال هو سياسي عراقي يهودي؛ ولد في بغداد سنة 1874 وتوفي في بغداد في 3 آذار 1952. كان محسنًا وعينا (عضوا في مجلس الأعيان) يهوديًا عراقيًا، وهو ابن العين مناحيم صالح دانيال.
أصبح عضوًا في المجلس الإداري في بغداد عام 1901. في عام 1932، حل محل والده في مجلس الأعيان وبقي في منصبه حتى وفاته. كما كان عضوًا نشطًا في منظمة الهلال الأحمر وجمعية الطيران العراقية وجمعية الحرب ضد السل.
ومن أعماله ايضاً بناء الأسواق في الحلة والكفل ونهر اليهودية في الحلة. بالإضافة إلى إنشاء نادي رياضي للطلاب اليهود، وهو الأحدث في ذلك الوقت في بغداد (التي استولت عليها الحكومة بعد حرب عام 1967)، شملت الأنشطة الخيرية لدانييل فتح مستشفى باسم عائلته ومشروع لإدخال أساليب زراعية جديدة، وكان له مجلس في محلة السنك على نهر دجلة، يناقش فيه مشاكل التجارة والاقتصاد، ويختلف إليه الكثير من أهل التجارة ومن مختلف الطبقات الاجتماعية.
وبصفته عضوًا في مجلس الأعيان، عارض توسيع السلطة الملكية وأدان مطالبة الحكومة لليهود الذين تركوا الدولة بالتخلي عن جنسيتهم. وقد ألقى خطابا في مجلس الأعيان ضد الإدارة على اليهود. ألقى دانيال خطابًا قاسيًا وتجرأ على إدانة حكومة نوري السعيد وصالح جابر بسبب الأحكام التي صدرت تجاه المدنيين العراقيين اليهود. صدر الخطاب المؤلف من 4 صفحات في صحيفة "الأهالي".

## عائلته
وهو ابن العين مناحيم صالح دانيال.
كان له أخ هو حسقيل مناحيم دانيال (1872-1943) وأمهما اسمها رفقة دانيال (في الأصل: رفقة عبد الله شلومو).
لم يتزوج عزرا مناحيم دانيال قط، وليس له أبناء ذكور أو اناث، وهذا ما توكده إضبارة القسّام النظامي لورثة «عزرا مناحيم دانيال» الصادرة عن القاضي صادق حيدر في بغداد في يوم 6 حزيران 1955 والمرقمة 955 على 33، ثم على إضبارة تقرير مديرية التدقيق من دائرة الطابو في تاريخ 15 حزيران 1955 والمرقمة 12676.
أما شخصية «دافيد عزرا مناحيم دانيال» أو «سليمة» ابنة عزرا مناحيم دانيال فهما شخصيات وهمية.

## وفاته
عندما وتوفي في بغداد في 3 آذار 1952، قد خرج في تشييعه رئيس الديوان الملكي والوزراء والمختلف الوجهاء وفئات المجتمع، كذلك وقف الأعيان خمس دقائق تكريما لذكراه ومواقفه الوطنية.